# Ribnička Skala
Ribnička Skala (makedonska: Рибничка Скала) är ett berg i Nordmakedonien.   Det ligger i kommunen Mavrovo i Rostuša, i den västra delen av landet, 80 kilometer väster om huvudstaden Skopje. Toppen på Ribnička Skala är 2 196 meter över havet. Närmaste större samhälle är Rostuša, 16,8 kilometer söder om Ribnička Skala. 